# Itochu
Itochu (伊藤忠商事株式会社?, Itōchū Shōji Kabushiki-gaisha), è una impresa giapponese con sede a Umeda, Kita-ku, Osaka e Aoyama, Minato, Tokyo. Ha un'origine comune insieme a Marubeni.

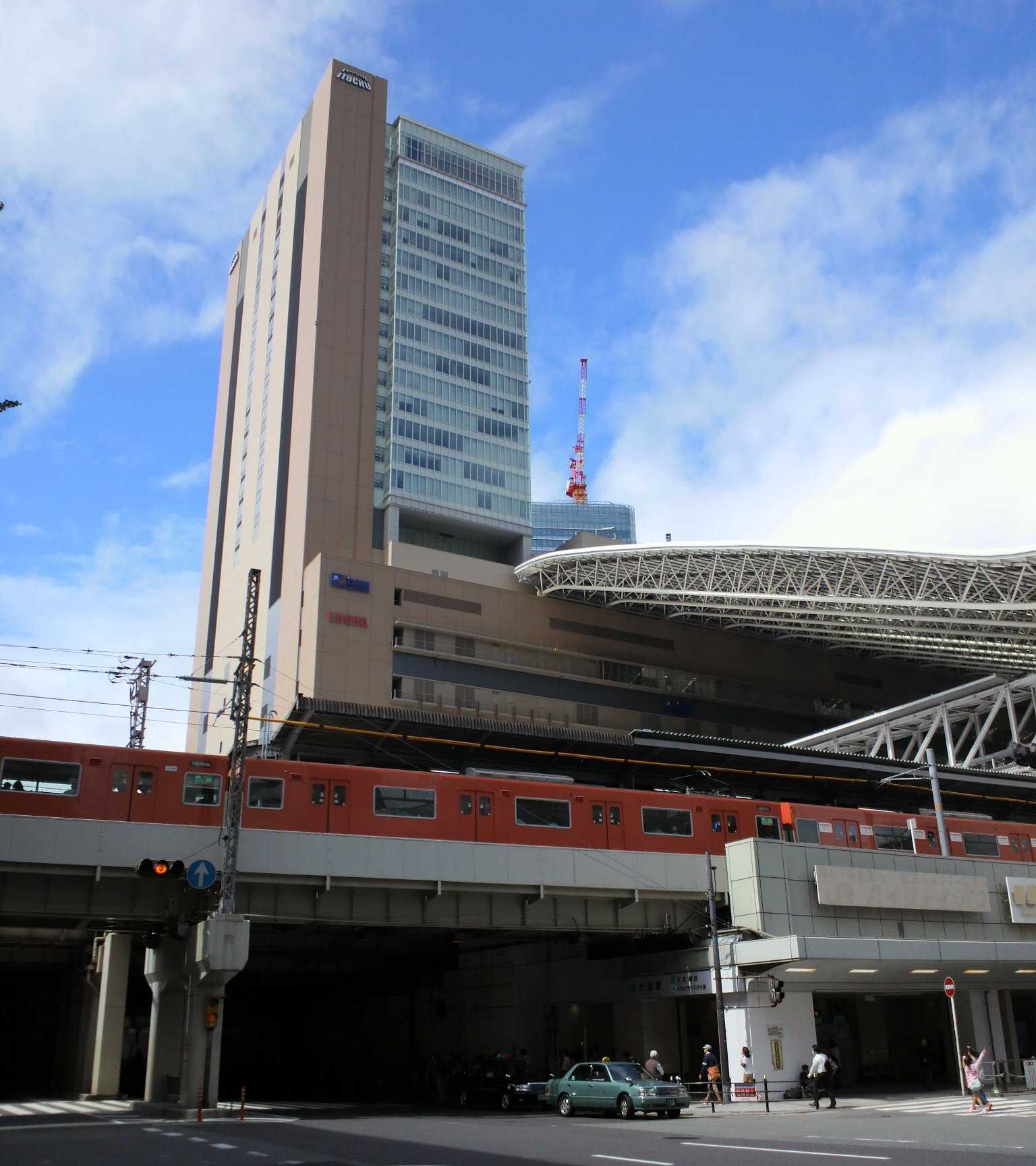
Sede di Itochu ad Osaka(North Gate Building)

Tra le prime 500 imprese stilate su Fortune 500.
Nacque nel 1858 come negozio al dettaglio.